# Bolo de camadas

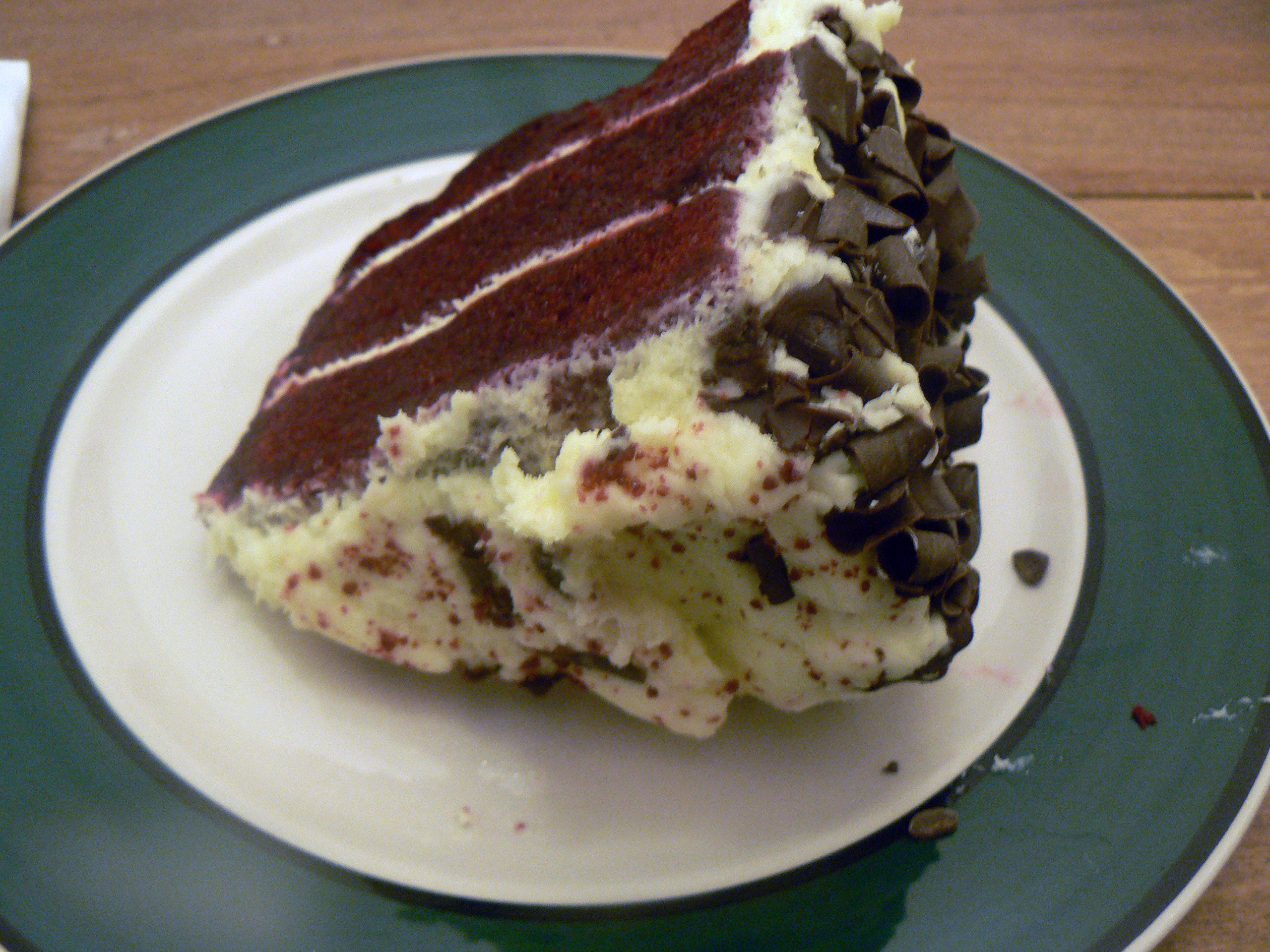
O bolo veludo vermelho é normalmente em camadas

Um bolo de camadas é um bolo que consiste em várias camadas de bolo, normalmente unidas por ganache, doce de leite, chantili ou geleia, entre outros. A maioria das receitas de bolo pode ser feita em camadas, mas bolos amanteigados e bolos esponja são os mais comuns. 
Na maioria das vezes, o bolo leva cobertura em seu entorno, mas às vezes as laterais são deixadas sem cobertura, deixando à mostra o recheio e a quantidade de camadas.
Combinações populares de sabor incluem o bolo veludo vermelho e o Floresta Negra com bolos de chocolate, e doce de leite com ameixa, e chantili com morangos para bolos básicos, como o pão de ló e o bolo Chiffon.

## Formas antigas

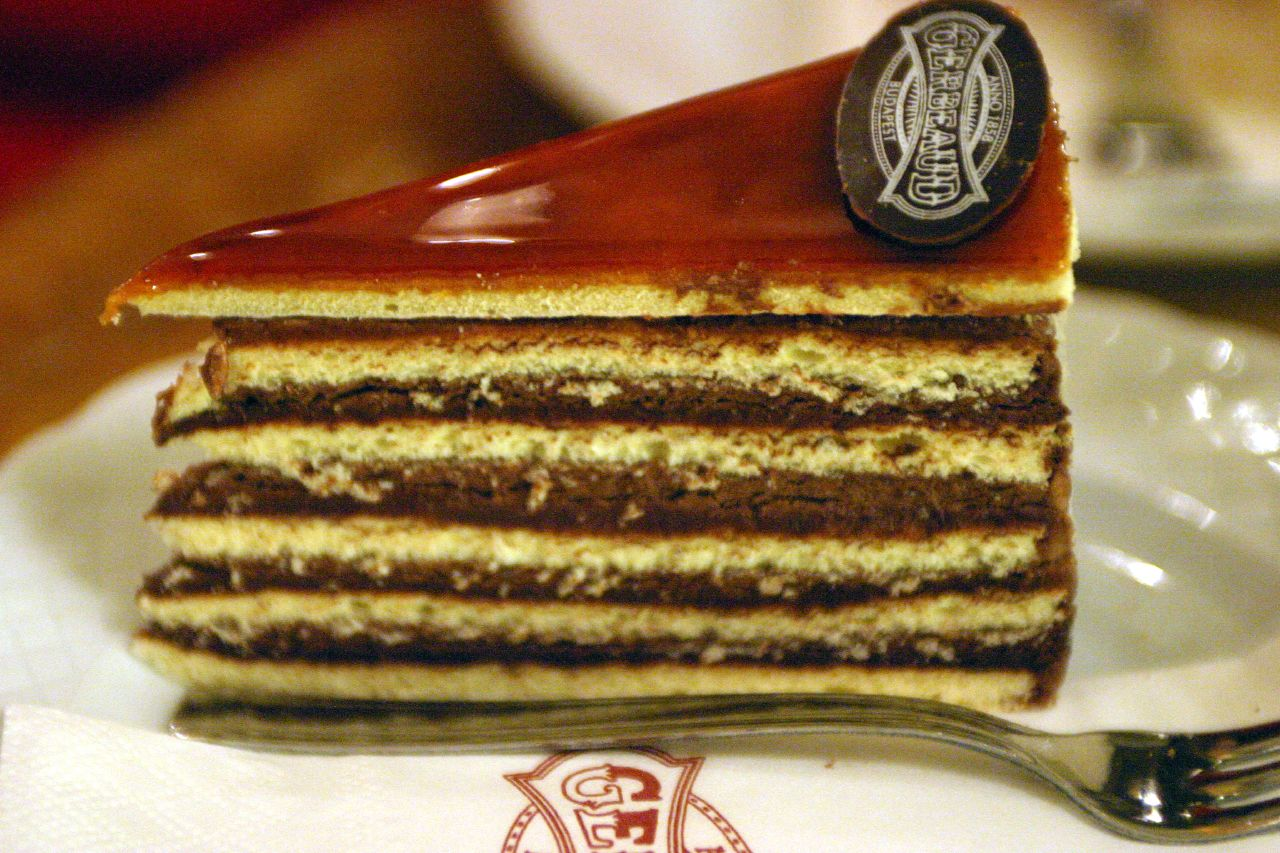
Esta torta Dobos é uma forma antiga

Um estilo antigo de bolo em camadas é comum no sudoeste da Europa. Na Ucrânia e na Rússia, as pessoas continuam fazendo bolos de camadas do modo tradicional: a massa é assada em formas em finas camadas, algo em torno de um centímetro, para serem empilhadas posteriormente. Estas "folhas" são cobertas com uma fina camada de creme ou geleia, e montadas com 7 ou 8 camadas de altura. Este modo, que alcança a mesma altura de um bolo de camadas ocidental, é coberto, fazendo a estrutura não ser visível. À primeira vista, estes bolos se assemelham ao estilo Alemão de confeitaria, como o bolo Floresta Negra

## Comparação
Bolos de camadas sempre servem mais de uma pessoa, portanto, são maiores que os cupcakes, queques ou outros bolos individuais. Um bolo de camadas de tamanho normal, que é assado em formas circulares de 22 centímetros, costuma servir aproximadamente 16 pessoas.
Diferentemente do rocambole, o bolo em camadas é feito de peças separadas de bolo.